# Andorre aux Jeux olympiques d'été de 1984
L'Andorre participe aux Jeux olympiques d'été de 1984 à Los Angeles. Sa délégation est composée de 2 sportifs et son porte-drapeau est Joan Tomas. Au terme des Olympiades, la nation n'est pas à proprement classée puisqu'elle ne remporte aucune médaille.

## Liste des médaillés andorrans
Aucun athlète andorrans ne remporte de médaille durant ces JO.

## Engagés andorrans par sport

### Tir
- Joan Tomas
- Francesco Gaset